# 빗물 가득
빗물 가득(A Hatful Of Rain)은 미국에서 제작된 프레드 진네만 감독의 1957년 드라마 영화이다. 에바 마리 세인트 등이 주연으로 출연하였고 버디 애들러 등이 제작에 참여하였다.

## 출연

### 주연
- 에바 마리 세인트
- 돈 머레이

### 조연
- 안소니 프란시오사
- 로이드 놀런
- 헨리 실바
- 제랄드 S. 오러프린

## 제작진
- 원작자: 마이클 V. 가조
- 의상: 메리 윌즈